# Radio DNR
Radio DNR war einer von drei luxemburgischen nationalen und einer von vier regionalen Radiosendern. DNR steht für Den neien Radio (deutsch Das neue Radio). Der Sender produzierte ein popmusik-orientiertes Programm im AC-Format (Adult Contemporary) (Zielgruppe 25 bis 50 Jahre), mit Verkehrs-Nachrichten und Wettervorhersagen. Im Durchschnitt wurde Radio DNR täglich von rund 29.800 Zuhörern eingeschaltet (6,4 % der Bevölkerung). Damit war Radio DNR der am zweitmeisten gehörte nationale Rundfunksender Luxemburgs. Unter den regionalen Sendern rangierte er ebenfalls auf Platz zwei.
Am 28. März 2014 hat der Vorsitzende des Verwaltungsrats der Betreibergesellschaft (Société de radiodiffusion luxembourgeoise, kurz SRL),  mitgeteilt, dass der Sender zum 31. März 2014 seine Sendungen einstellen wird. Zuvor hatte der Betreiber versucht, in einem Joint-Venture mit RTL Group einen gemeinsamen französischen Sender entstehen zu lassen, der die Frequenzen von DNR genutzt hätte. Dieses Vorhaben war allerdings vom Überwachungsgremium, der ALIA (Autorité luxembourgeoise indépendante de l’audiovisuel), Ende Februar abgewiesen worden.
Radio DNR gehörte zur „Groupe Saint-Paul“, Luxemburgs größter Mediengruppe mit der auflagenstärksten Tageszeitung (Luxemburger Wort), auflagenstärksten Wochenzeitung (Télécran) und diversen anderen Printmedien.

## Sendegebiet
Gesendet wurde auf einer landesweiten UKW-Frequenz: 107,7 MHz. und zwei regionalen UKW-Frequenzen: 102,9 MHz sowie 104,2 MHz. Außerdem empfing man DNR in luxemburgischen Kabelnetzen und im Internet-Live-Stream.

## UKW-Frequenzen
| Frequenz (MHz) | Leistung (kW) | Sendestandort                       |
| -------------- | ------------- | ----------------------------------- |
| 102,9          | 0,1           | Troisvierges                        |
| 104,2          | 0,05          | Reuler                              |
| 102,9          | 0,05          | Wiltz                               |
| 104,2          | 0,05          | Liefringen (Obersauer-Stausee)      |
| 104,2          | 0,1           | Ettelbrück                          |
| 104,2          | 0,1           | Belvaux (Zolwer-Paquetberg)         |
| 102,9          | 1             | Luxemburg (Europazentrum Kirchberg) |
| 107,7          | 10            | Blaschette                          |
| 104,2          | 0,1           | Mompach (Pfaffenberg)               |
| 104,2          | 0,1           | Tettingen-Butzdorf (im Saarland)    |

## Zukunft des Radiosenders
Derzeit liefen auch in Luxemburg Verhandlungen mit der Mediengruppe Saint-Paul darüber, diesen Radiosender unter der Marke NRJ oder Nostalgie zu relaunchen.